# Caglio
Caglio är en ort och kommun i provinsen Como i regionen Lombardiet i Italien. Kommunen hade 483 invånare (2018).